# TODAY'S ASIA VISION
《TODAY'S ASIA VISION》是NHK根据亚太广播联盟（ABU）下属13个广播电台提供的视频素材制作并播出的英语新闻节目。除了周一至周五（周二至周六凌晨）在BS1深夜播出外，还在海外两家卫星广播电台NHK World TV和NHK World Premium播出。
内容将集中于亚洲各国的当日新闻话题，也将包括NHK独立收集用于国际广播的新闻。虽然该节目已经停播，但这种格式的播出已由当前播出的“NHK NEWSLINE”延续（来自亚洲各国的当天话题新闻在日本时间的夜间时段播出。